# Пригоди Арслана
«Пригоди Арслана» — радянський двосерійний дитячий художній фільм, випущений у 1988 році кіностудією «Узбекфільм». Режисер — Георгій Бзаров.

## Сюжет
Чаклун Караш, використовуючи свої чарівні чотки, зачарував мисливця Шера, перетворивши його на лютого пса, працьовитого господаря Синіх гір, перетворивши його в ледаря, а його внучку Юлдуз нагородив самозакоханністю. Безпосередній Лешак завдяки чаклунству став хитрим і підступним. Відважний хлопчик Арслан перемагає чаклуна і руйнує злі чари Карашаха.

## У ролях
- Мухамеджан Рахімов —  Арслан
- Таміла Мухамедова —  Юлдуз, онука господаря Синіх гір
- Меліс Абзалов —  злий чаклун Караш
- Дилором Камбарова —  Сариажал, зла чаклунка
- Хайрулла Сагдієв —  Страх, слуга чаклуна Карашаха
- Абдужаліл Бурібаєв —  Голод, слуга чаклуна Карашаха
- Абдухамід Гафуров —  Господар Синіх гір
- Вахід Кадиров —  Лешак
- Анвар Кенджаєв —  голова стражників чаклуна Карашаха
- Матякуб Матчанов —  Таран, майстер-каменяр
- Джамбул Худайбергенов —  Лютий пес Шайтан-Шер, зачарований мисливець Шер
- Клара Джалілова — жінка з куркою

## Знімальна група
- Режиссер — Георгій Бзаров
- Сценарист — Юрій Степчук
- Оператор — Абдурахім Ісмаїлов
- Композитор — Олександр Зацепін
- Художник — Еркін Байбабаєв